# Perdita hidalgoensis
Perdita hidalgoensis là một loài Hymenoptera trong họ Andrenidae. Loài này được Timberlake mô tả khoa học năm 1968.